# Ak Saray
Pour les articles homonymes, voir Ak Saray (homonymie).
Ne doit pas être confondu avec Aksaray (homonymie).

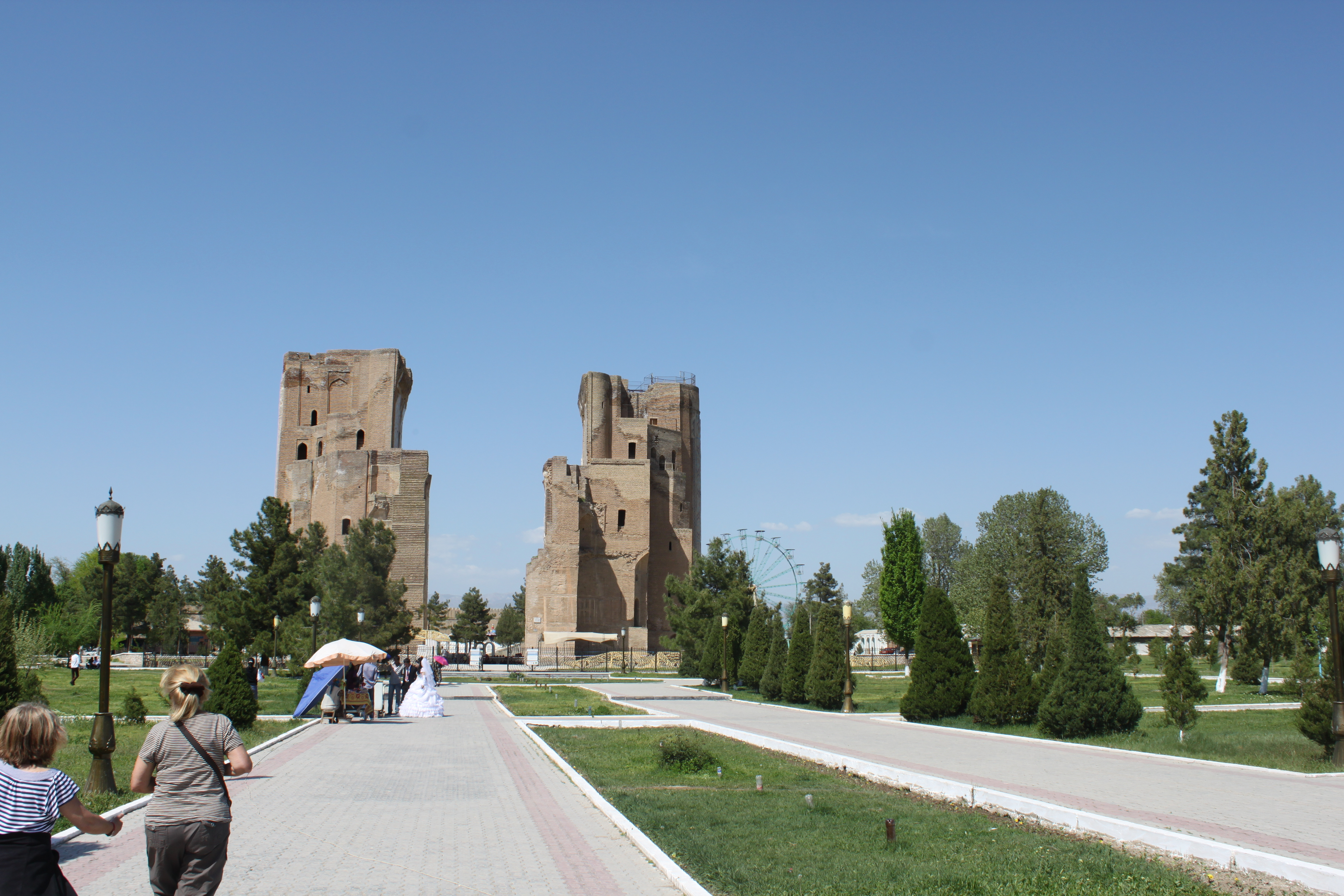
Ak Saray.

Ak Saray (ou Aq Saray, littéralement le palais blanc) est un site archéologique situé en actuel Ouzbékistan, à Chakhrisabz. Le palais a été réalisé au début de la période timuride, entre 1380 et 1396 et 1404, sous le règne de Tamerlan.

## Description
Le palais est aujourd'hui en ruines. Il reste un immense portail, initialement haut de 71 mètres, flanqué de deux tours cylindriques reposant sur des bases octogonales et mesurant actuellement 44 mètres. La voûte, aujourd'hui effondrée, large de 22,5 mètres, était la plus grande d'Asie centrale. Nous en connaissons des éléments descriptifs originaux, par un récit parvenu jusqu'à notre époque, de l'espagnol Ruy Gonzáles de Clavijo, désigné comme ambassadeur auprès de Tamerlan en 1403. De ce récit, on estime en particulier que derrière le portail se trouvait une cour avec un bassin, revêtue de dalles blanches, d'environ 100 mètres de côté, ceinturée d'arcades richement décorées.
Le portail était recouvert de décorations en carreaux de céramiques, partiellement visibles aujourd'hui, certaines reproduisant les noms d'Allah et de Mohamed en écriture coufique carrée. La fonction de ce portail a prêté à deux interprétations à la suite des deux descriptions anciennes dont nous disposons : selon Clavijo, il s'agissait du portail d'entrée du palais ; selon Babur, d'après son œuvre Baburnama, il s'agirait de l'iwan où Timur tenait ses audiences.
Les dimensions impressionnantes du palais sont caractéristiques de l'aspect politique de l'architecture timouride de l'époque : une inscription sur le portail, « Si tu doutes de notre pouvoir, regarde nos bâtiments », était destinée à impressionner le visiteur étranger.
Le palais a été détruit au XVIe siècle par Abdullah Khan II, l'émir de Boukhara.

Ak Saray
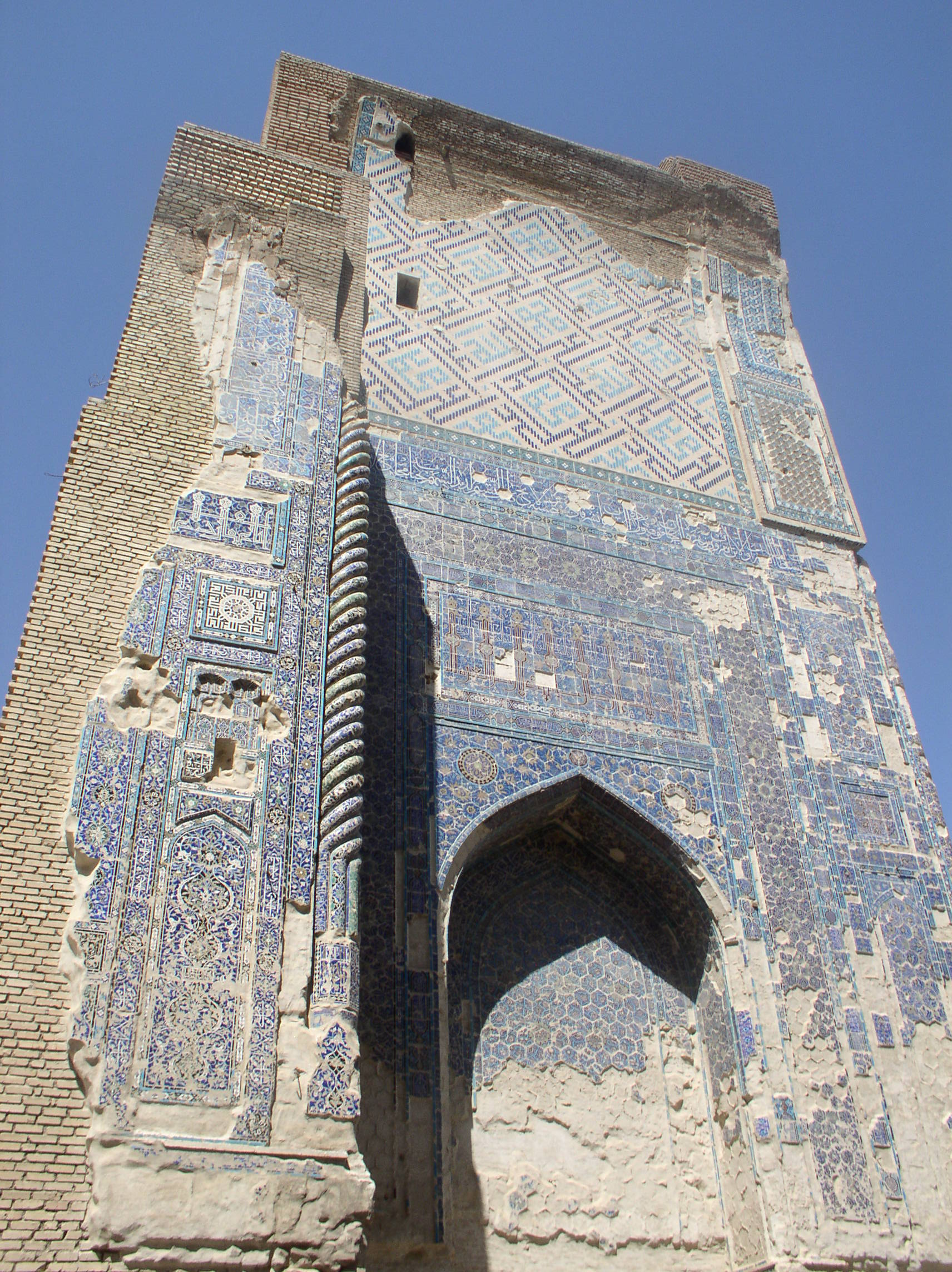
Vue d'Ak Saray.
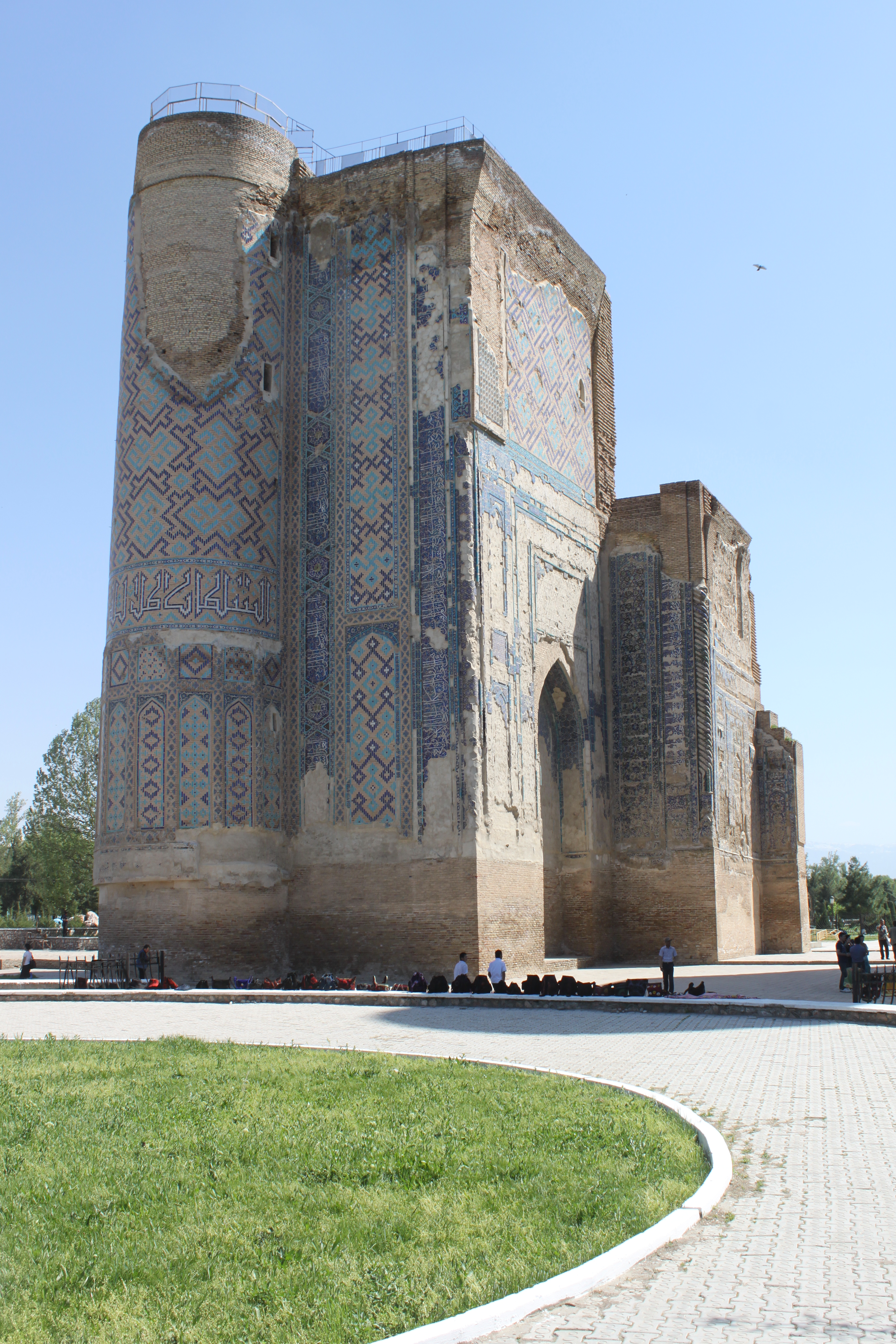
Vue d'Ak Saray.
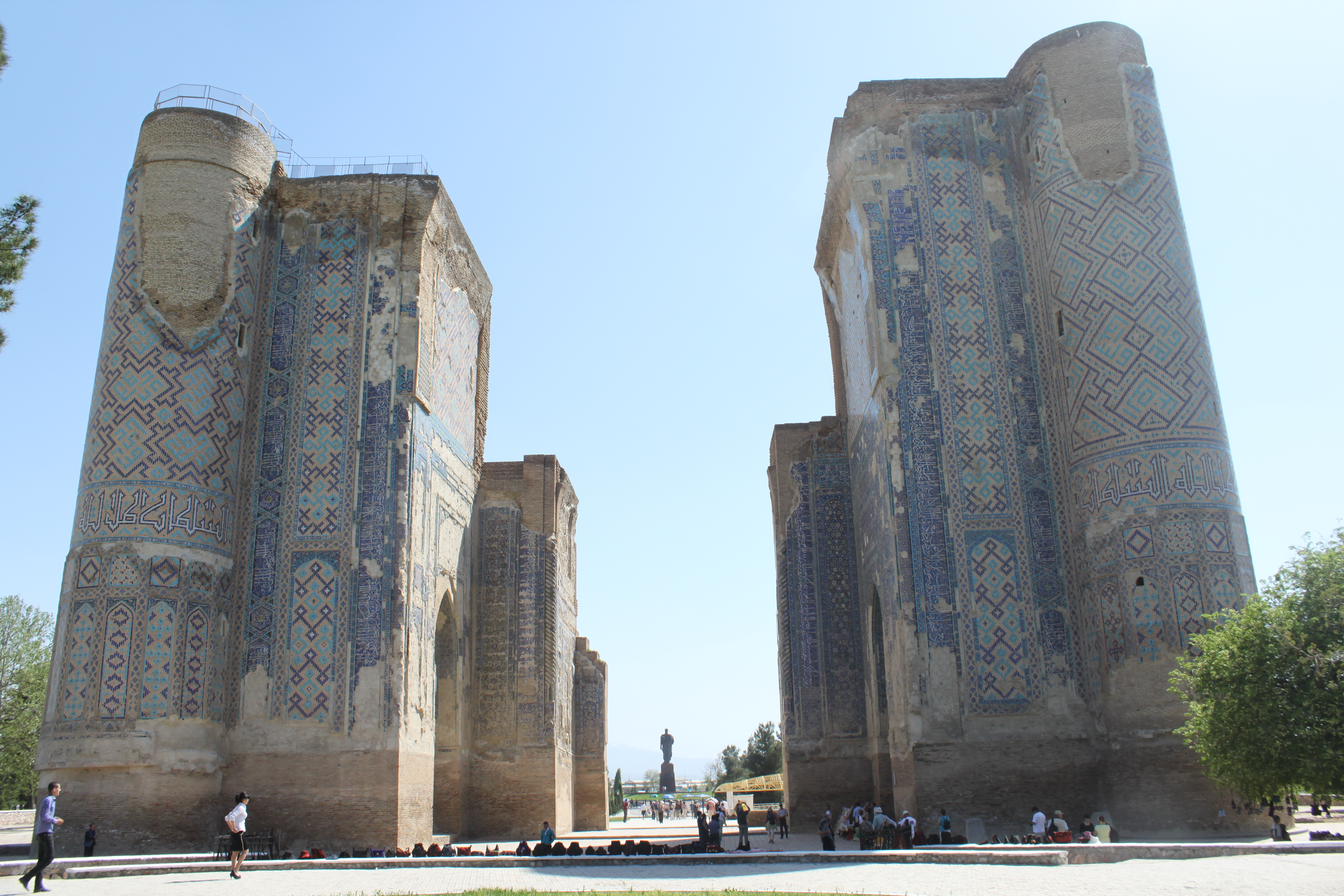
Vue d'Ak Saray.
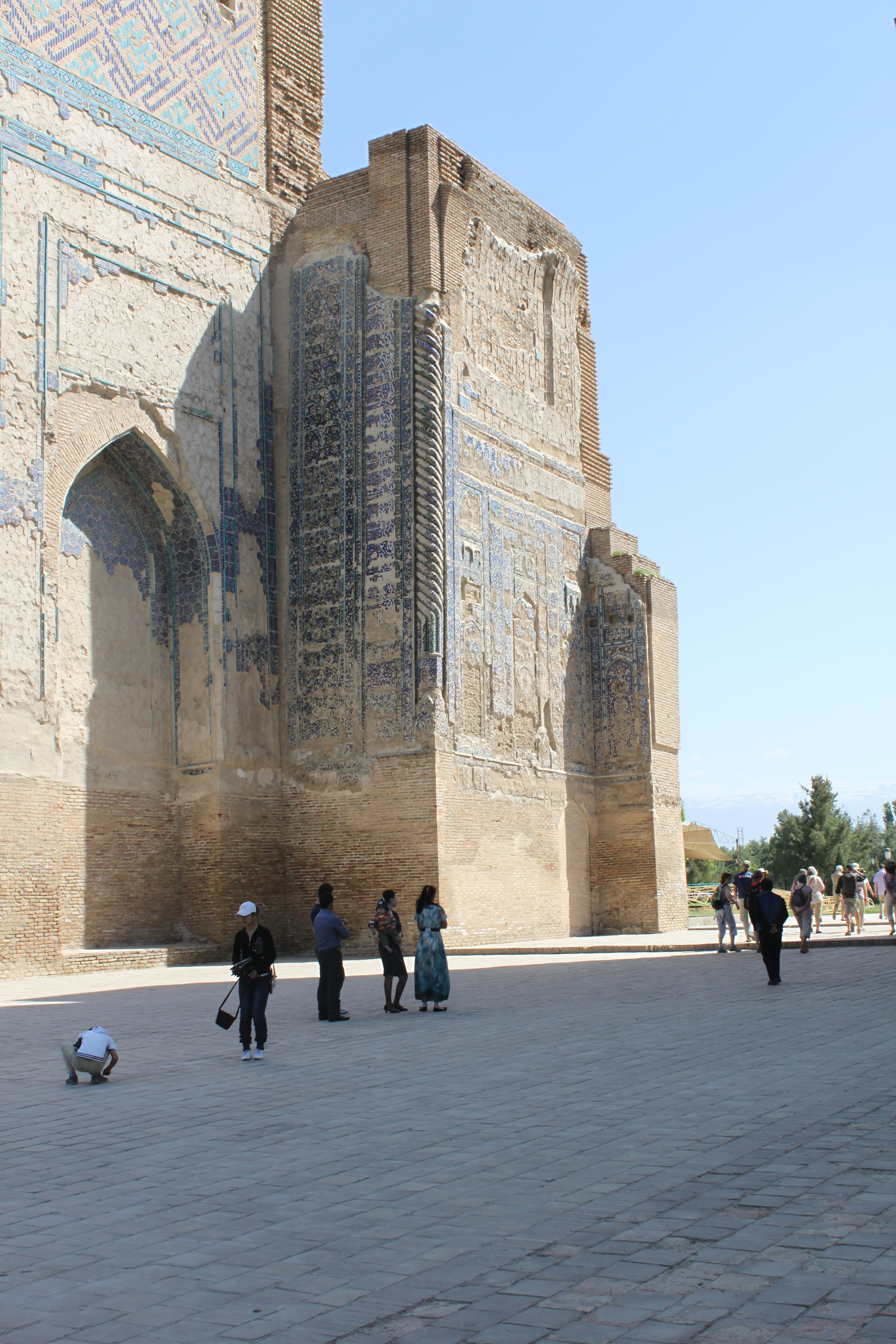
Vue d'Ak Saray.
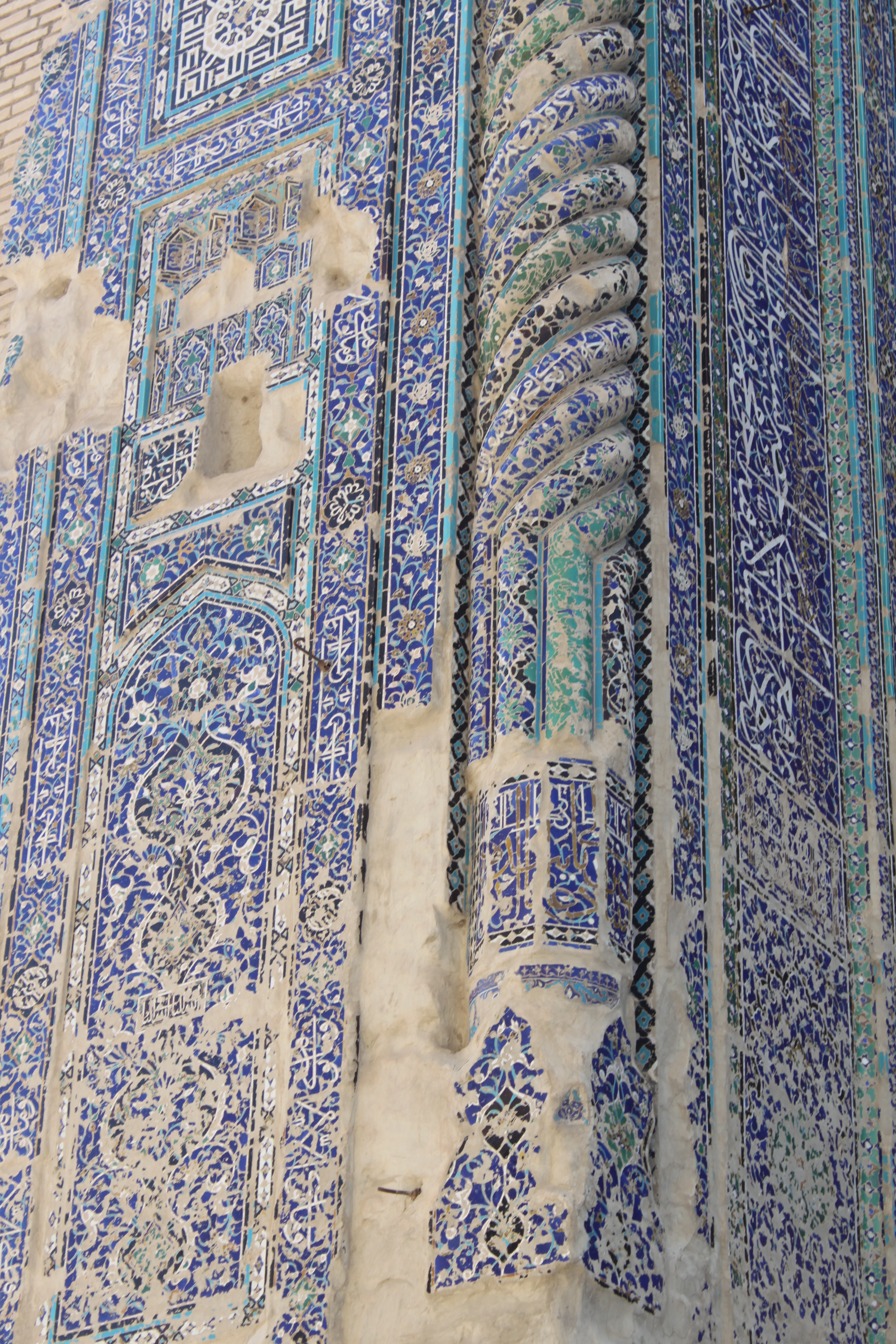
Vue d'Ak Saray (détail).
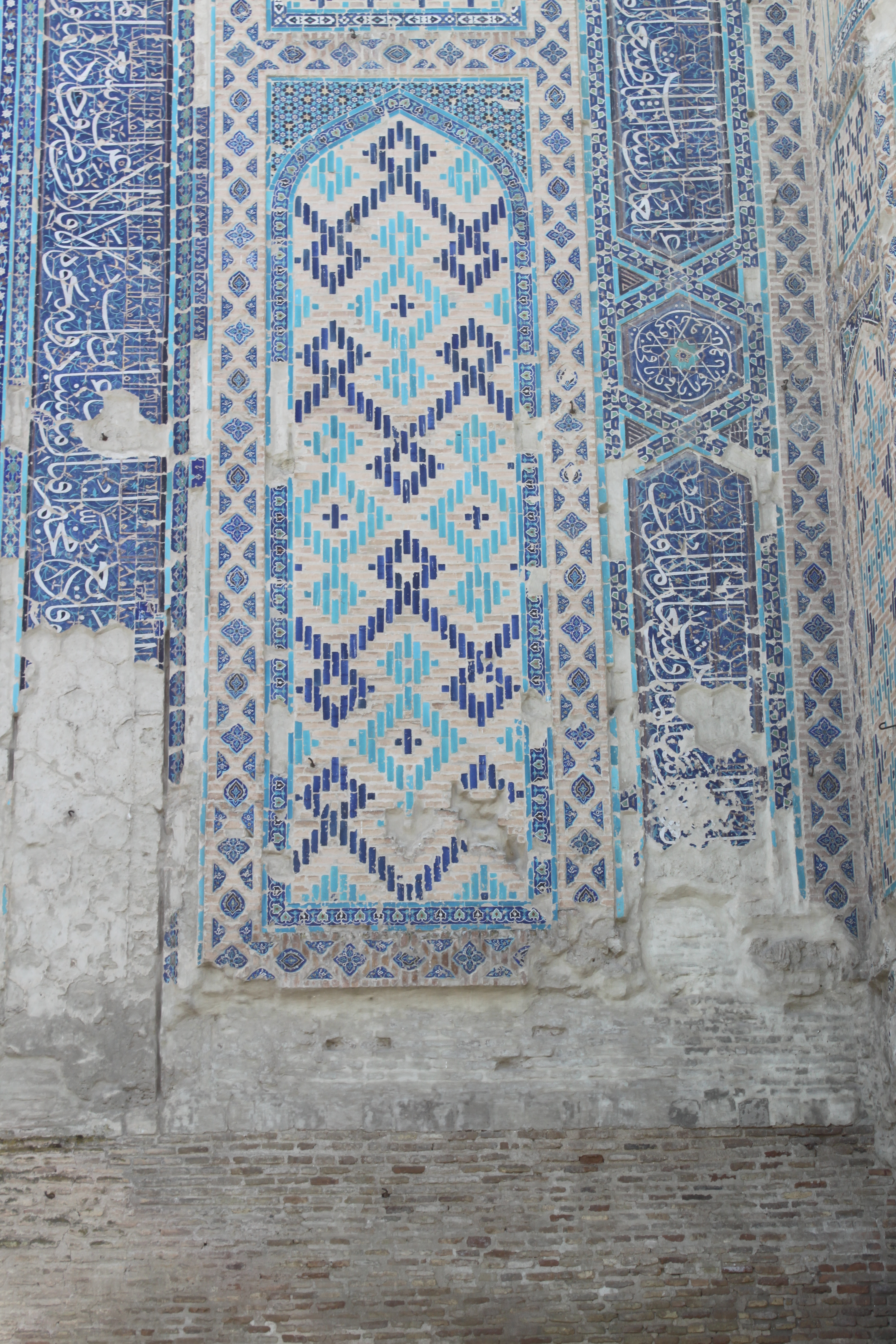
Vue d'Ak Saray (détail).